# Sean Mathias
Sean Gerard Mathias (Swansea, 14 marzo 1956) è un regista, scrittore e attore gallese, noto soprattutto per il suo lavoro a teatro.

## Biografia
Ha diretto Ian McKellen in undici opere teatrali: Cowardice (Londra, 1983), Chip in the sugar (Londra, 1990), Zio Vanja (Londra, 1992), Danza di morte (Londra e New York, 2001; Sydney, 2004), Aladino e la lampada meravigliosa (Londra, 2004), Il sindaco del rione Sanità (Chichester, 2013), Aspettando Godot (Londra, 2009; New York, 2013), Terra di nessuno (New York, 2013; Londra, 2016), Amleto (Windsor, 2021), Il giardino dei ciliegi (Windsor, 2021) e Frank & Percy (Windsor, 2023). Ha diretto diverse produzioni teatrali di alto profilo, di musical e di opere di prosa, con attori celebri. Tra i molti, si ricordano: A Little Night Music con Judi Dench (Londra, 1995), Antonio e Cleopatra con Helen Mirren e Alan Rickman (Londra, 1998), Company con John Barrowman e Lynn Redgrave (Washington, 2002) e Il giardino dei ciliegi con Annette Bening (Los Angeles, 2006).
È stato impegnato in una relazione con Ian McKellen dal 1978 al 1988 e dal 2007 è sposato con Paul de Lange.

## Filmografia

### Regista
- Bent (1997)

### Attore
- Quell'ultimo ponte (A Bridge Too Far), regia di Richard Attenborough (1977)
- I sopravvissuti - serie TV, 1 episodio (1977)